# Habropoda laboriosa
Espèce
Habropoda laboriosa est une espèce d'abeilles solitaires originaire des États-Unis.